# Bournemouth Open 1996
Il Bournemouth Open 1996 è stato un torneo di tennis giocato sulla terra rossa.
È stata la 1ª edizione del Bournemouth Open che fa parte della categoria World Series nell'ambito dell'ATP Tour 1996.
Si è giocato al West Hants Tennis Club di Bournemouth in Gran Bretagna dal 9 al 15 settembre 1996.

## Campioni

### Singolare
Albert Costa ha battuto in finale  Marc-Kevin Goellner con il punteggio di 6–7 (4–7), 6–2, 6–2

### Doppio
Marc-Kevin Goellner /  Greg Rusedski hanno battuto in finale  Rodolphe Gilbert /  Nuno Marques con il punteggio di 6–3, 7–6